# Гросайтінген
Гросайтінген (нім. Großaitingen) — громада в Німеччині, знаходиться в землі Баварія. Підпорядковується адміністративному округу Швабія. Входить до складу району Аугсбург. Центр об'єднання громад Гросайтінген.
Площа — 39,09 км2. Населення становить 5218 ос. (станом на 31 грудня 2020).

## Галерея

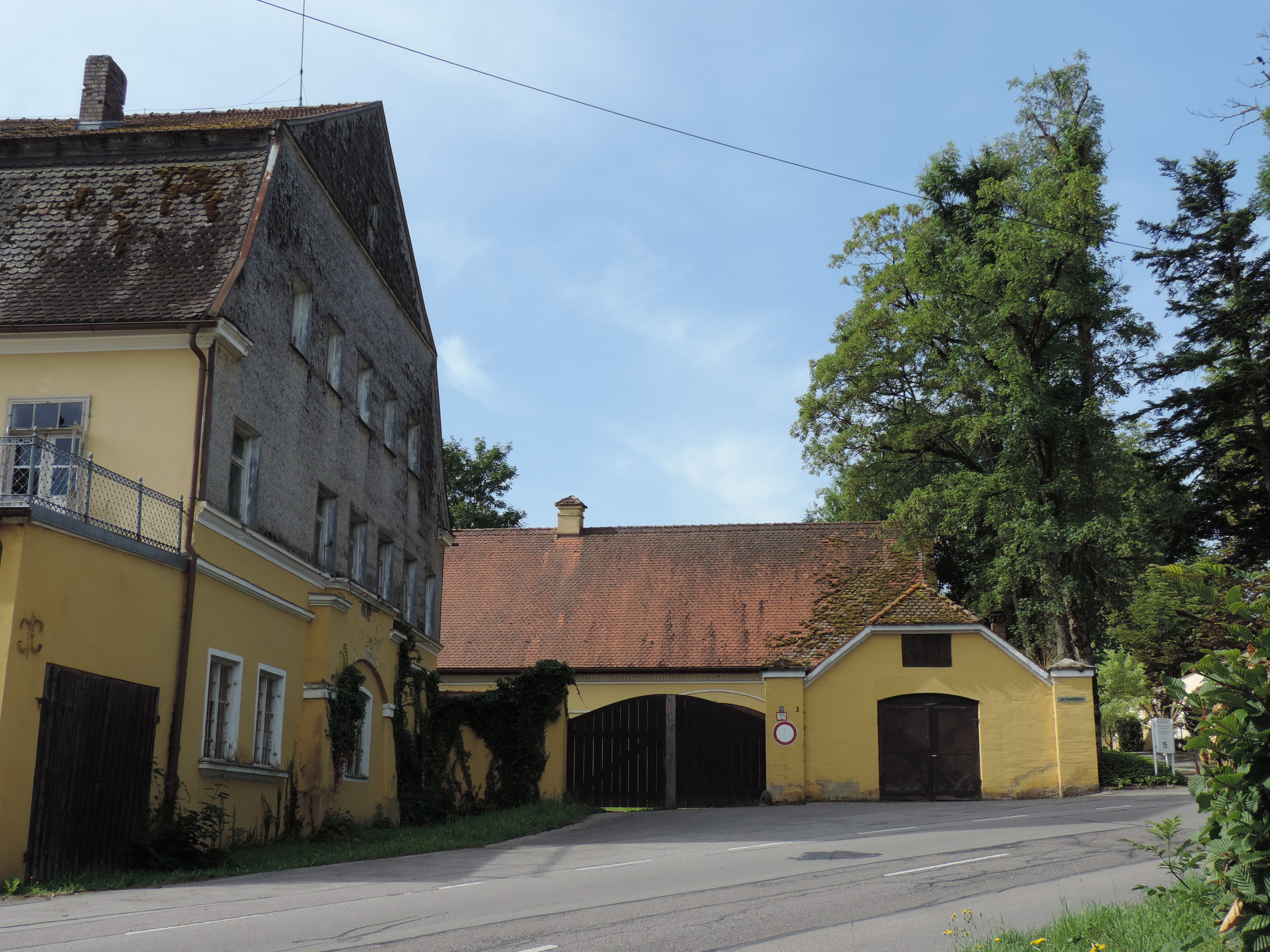